# 59-та піхотна дивізія (Австро-Угорщина)
59-та піхотна дивізія — піхотне з'єднання в складі Збройних сил Австро-Угорщини.

## Історія
У березні 1915 року була створена 59-та піхотна дивізія. У травні 1916 дивізія увійшла до складу 8-го корпусу.
На території України навесні 1918 року дивізія брала участь у визволенні міст Березівка, Колосівка, Миколаїв, Долинськ, Знам'янка, Долгинцево, Апостолове, Олександрія, П'ятихатки, Дніпро, Запоріжжя, Пологи, Бердянськ, Волноваха, Маріуполь, Донецьк, Авдіївка, Горлівка.
Брала участь у великих боях:
- Бої за Миколаїв — 22-23 березня 1918.
- Бій за Олександрівськ — 15 квітень 1918.
- Бій за станцію Пологи — 19 квітень 1918
- Бій за станцію Волноваха — 20 — 23 квітень 1918

Бойові дії
- 03.1915-07.1915 Балканський театр військових дій
- 07.1915-09.1915 Італійському театрі війни
- 09.1915-02.1916 Балканському театрі війни
- 02.1916-06.1916 Італійському театрі військових дій
- 06.1916-10.1918 Східно-Європейському театрі військових
- 10.1918-11.1918 Балканський театр військових дій

## Командування
- 03.1915-02.1916 — Сняріч Лукаш[1]
- 02.1916-04.1916 — Йозеф Шен
- 04.1916-05.1917 — Йозеф Крупа
- 05.1917-11.1918 — Клетус фон Піхлер